# Station Poperinge
Station Poperinge is een spoorwegstation in de Belgische stad Poperinge gelegen aan spoorlijn 69 richting Kortrijk. Poperinge is sinds 1970 een eindstation. Vroeger liep spoorlijn 69 door naar Abele en het Noord-Franse Hazebroek. Daarnaast was er een spoorlijn naar Adinkerke.
Het station bestaat eigenlijk uit drie delen. Ten eerste zijn er drie sporen die toegankelijk zijn voor de reizigers. Daarnaast zijn enkele uitwijksporen voor piekuurtreinen tijdens de week. Ten slotte was er een overslaginstallatie om suikerbieten in goederenwagons te laden, deze overslaginstallatie is gesloopt midden 2009, omdat er geen suikerbietentreinen meer rijden sinds de fabrieken in Veurne en Moerbeke-Waas gesloten zijn.
Het stationsgebouw dateert uit het derde kwart van de 19e eeuw.
In de loop van 2021 zijn de loketten gesloten en is het station een stopplaats geworden.

## Galerij

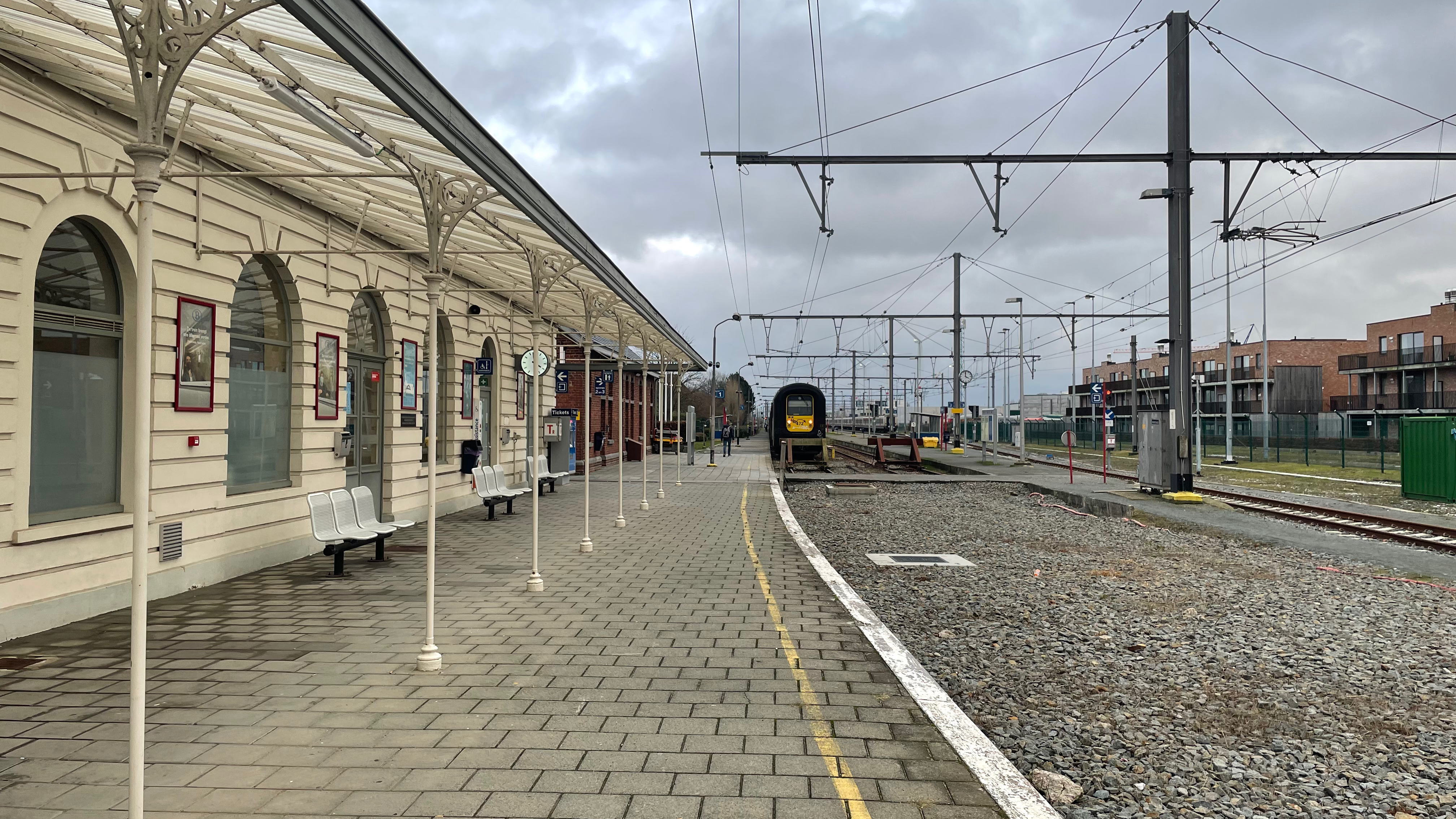
Zicht op perron 1
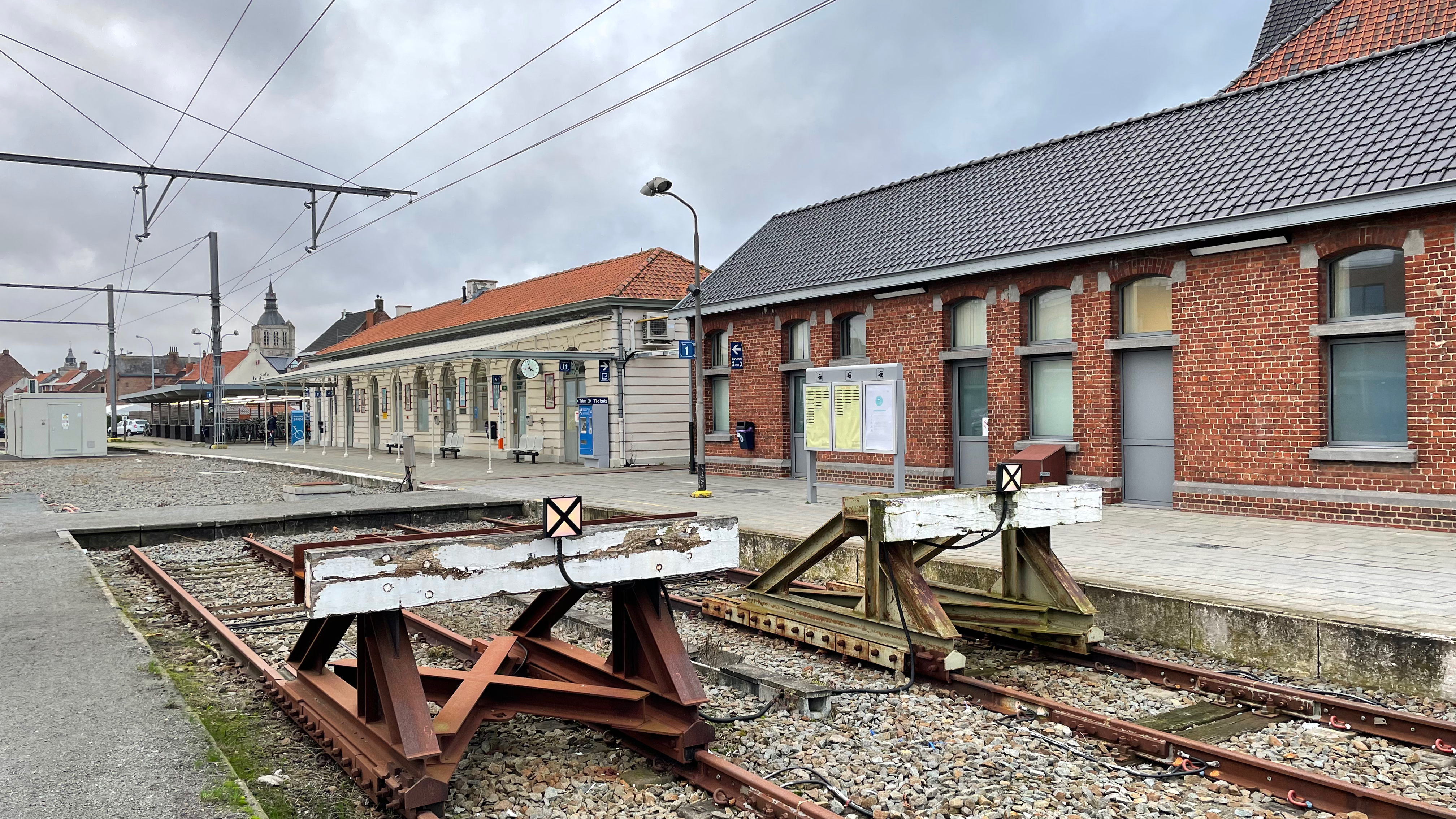
Einde spoorlijn
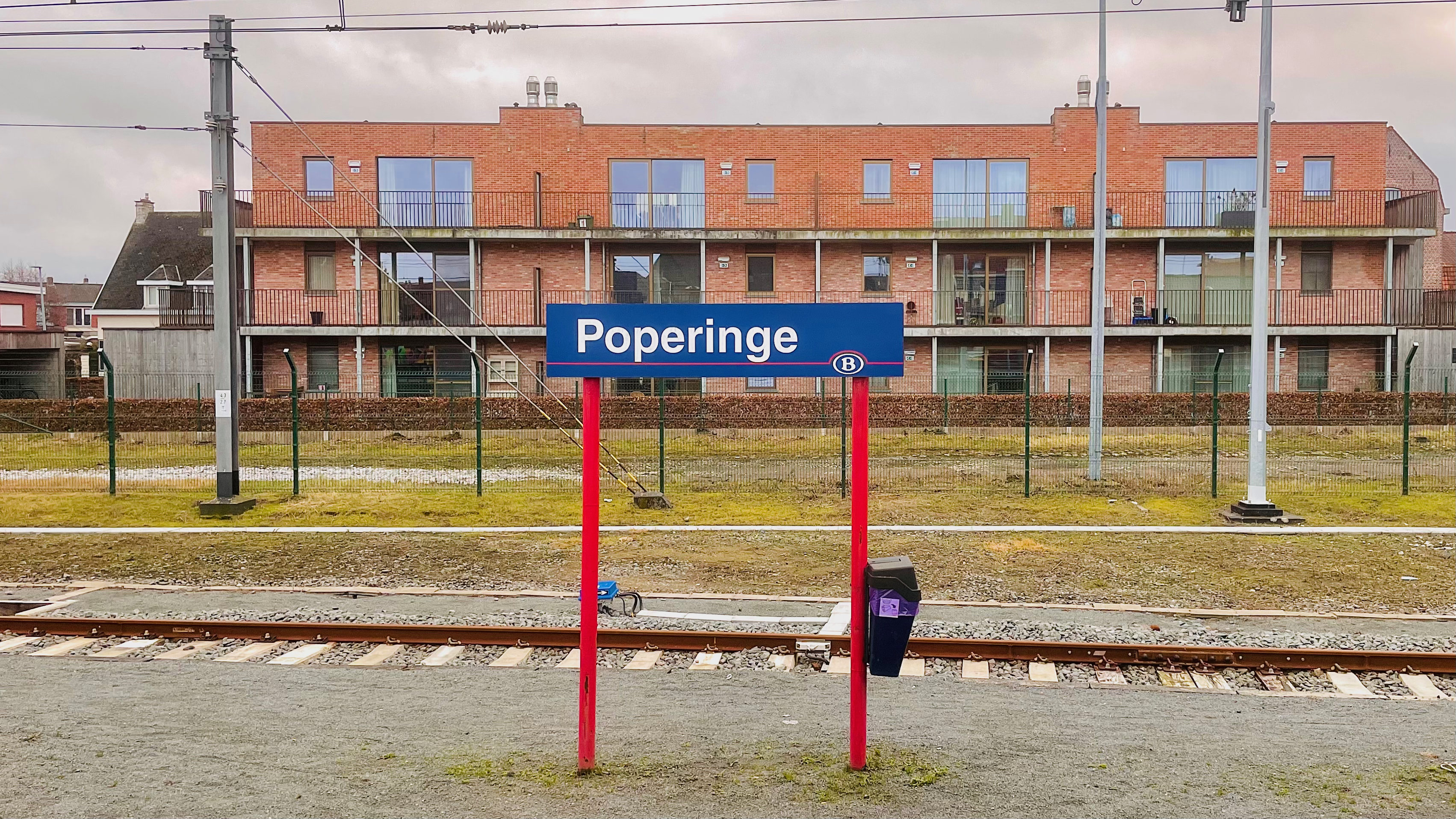
Plaatsnaambord
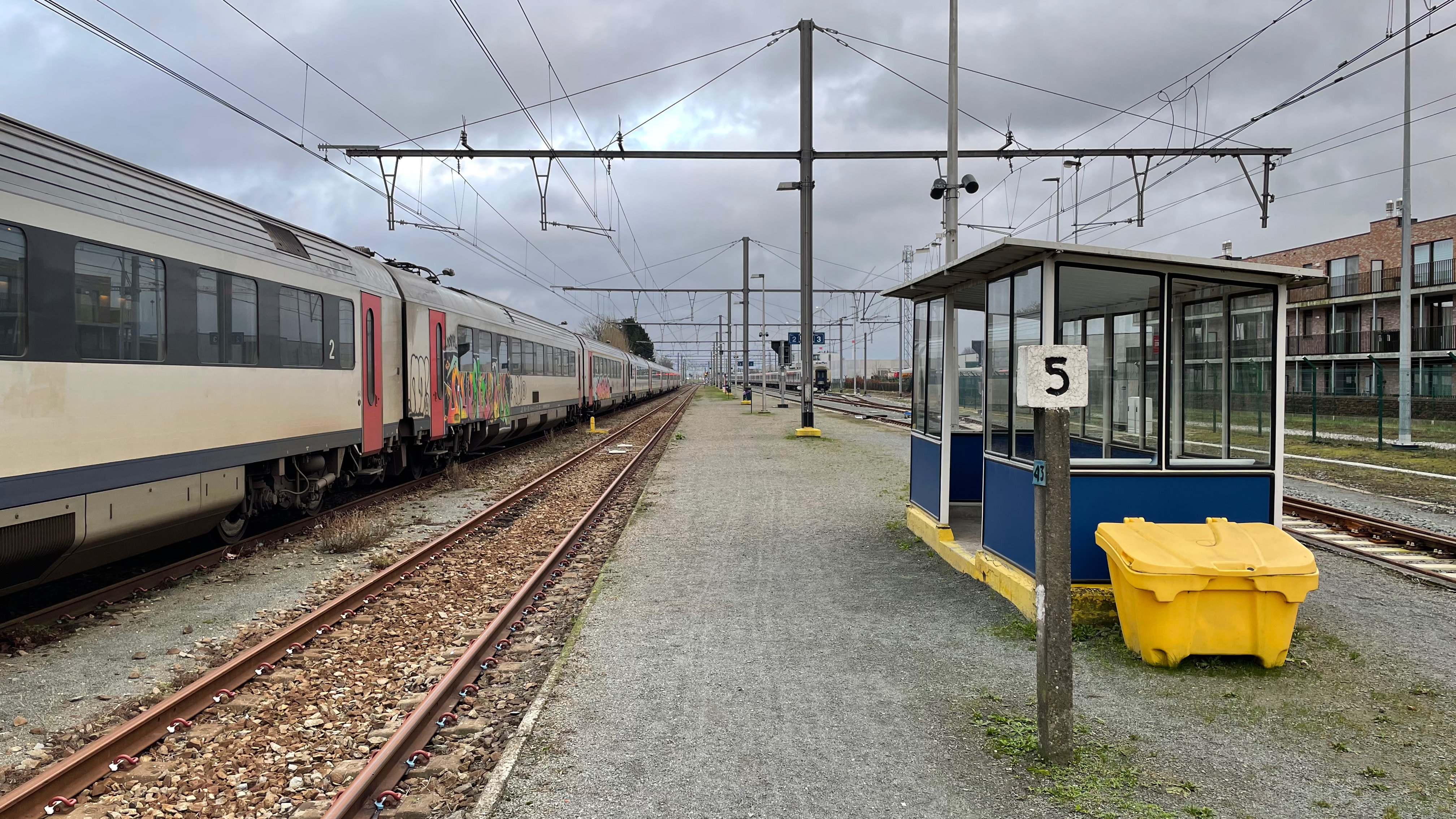
Zicht op perron 2
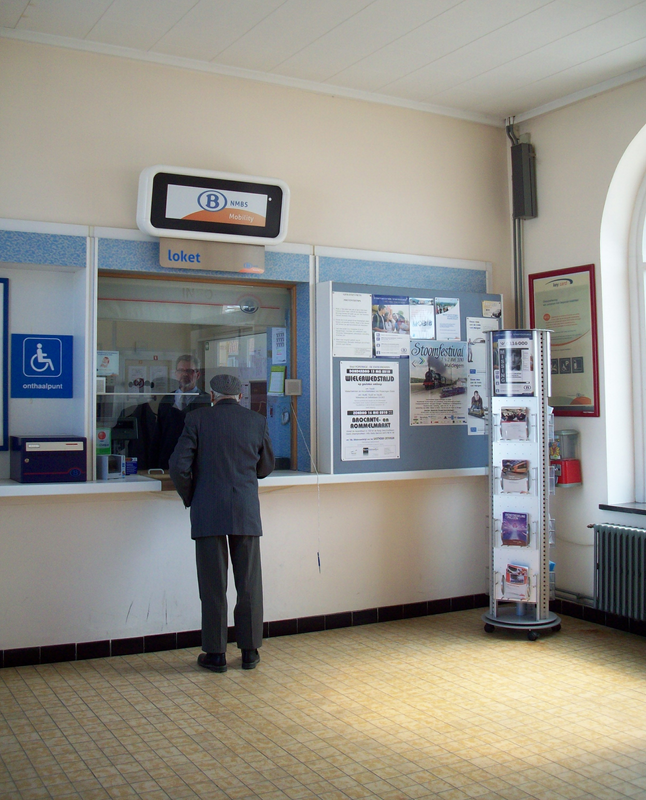
Loket
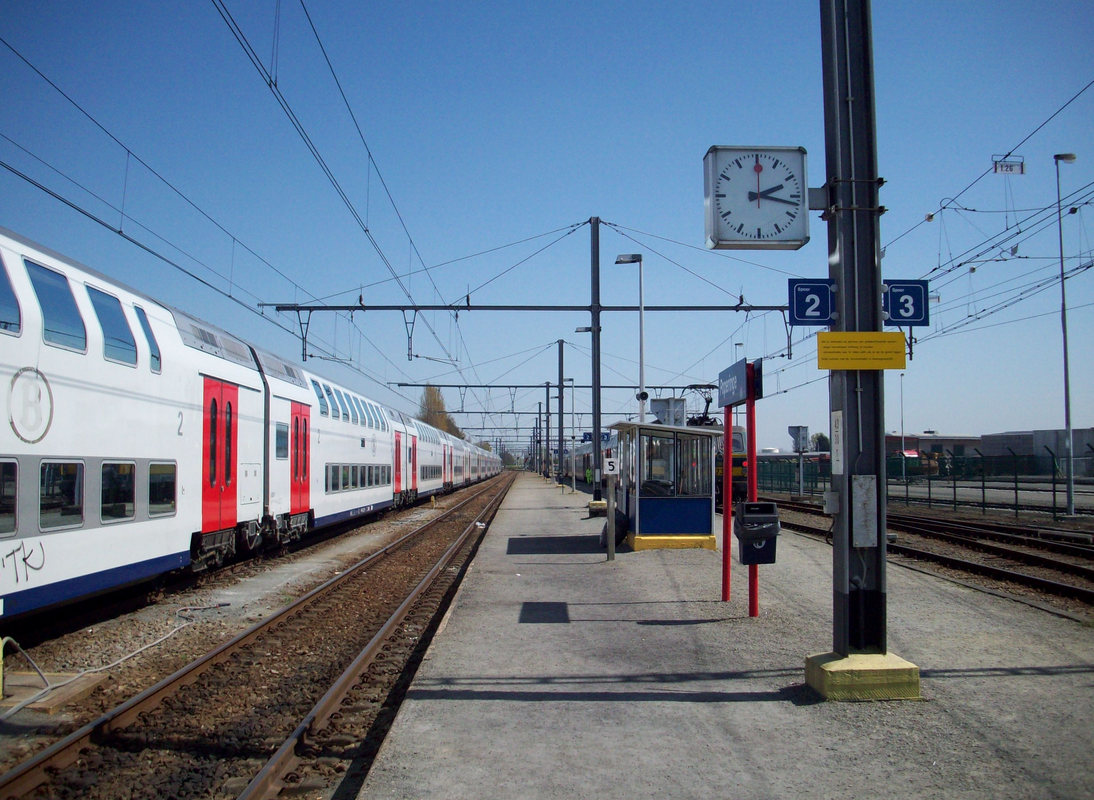
Zicht op het perron
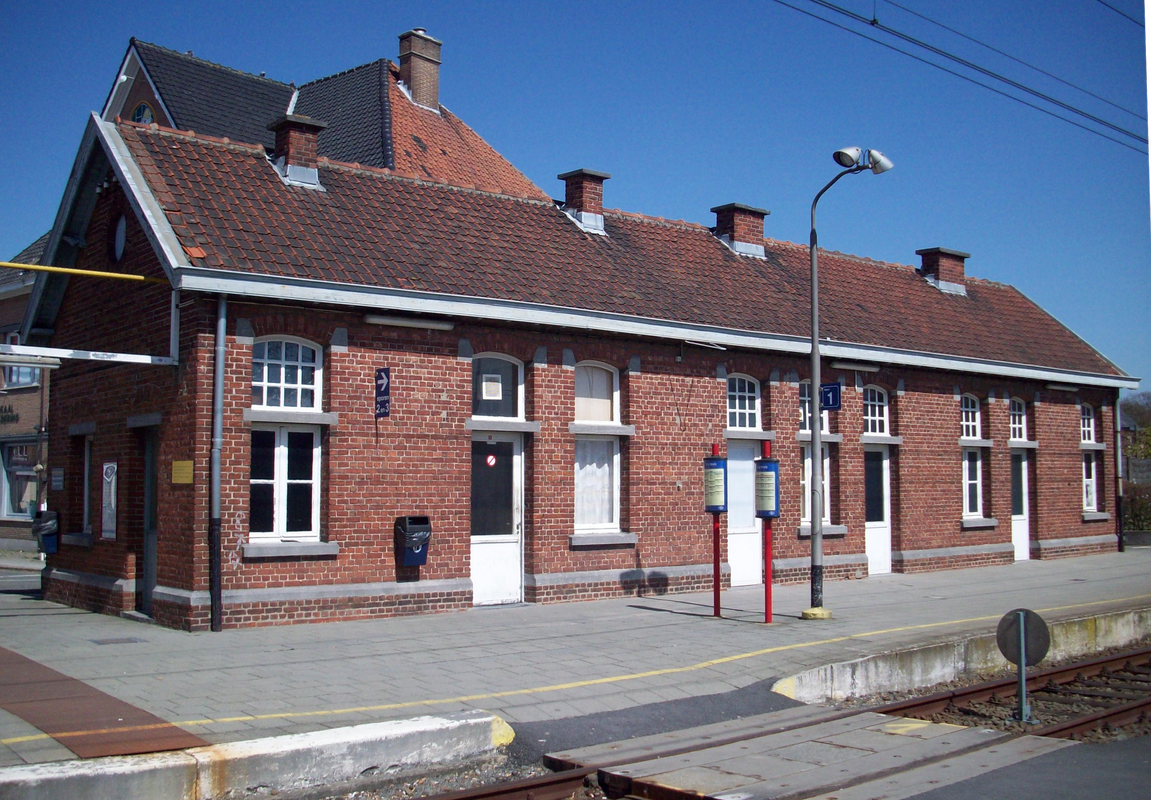
Voormalig telegraafkantoor
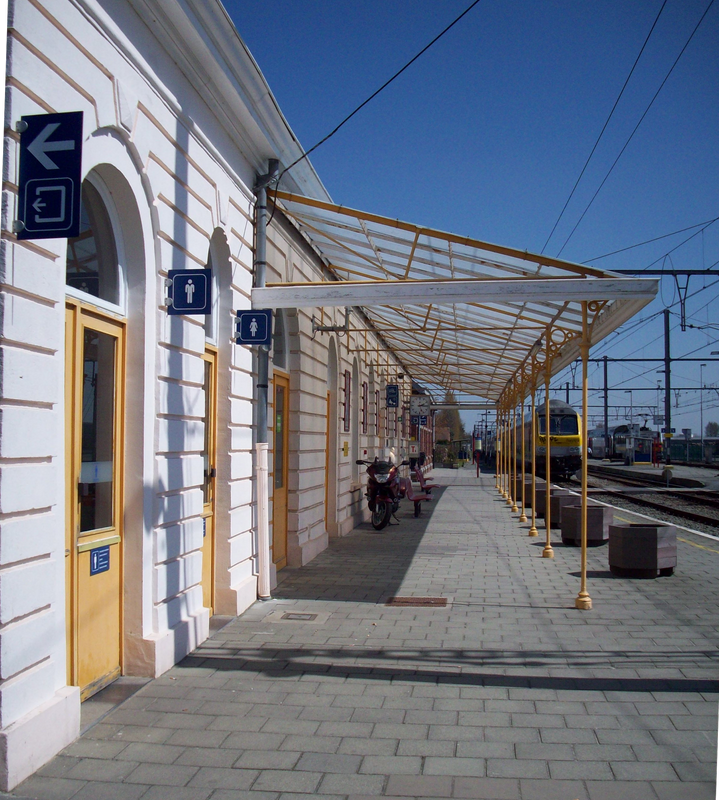
Luifel stationsgebouw
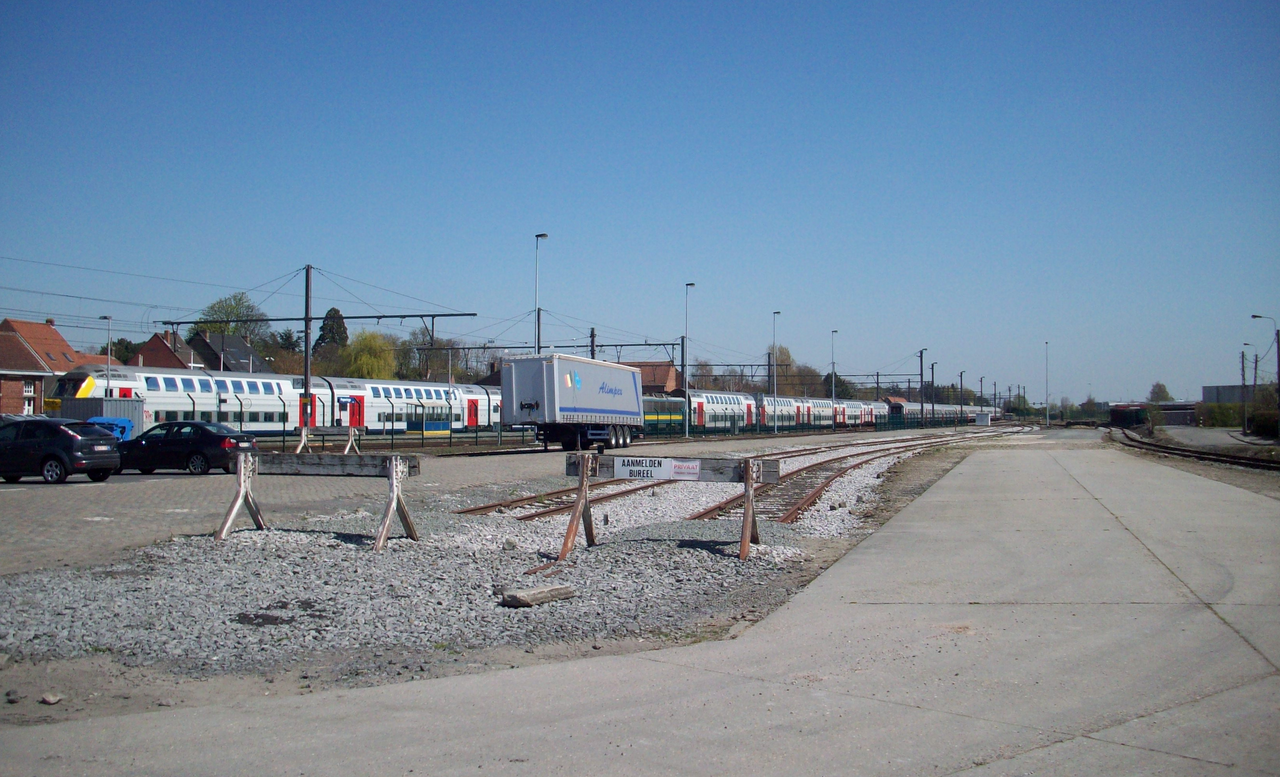
Zicht op de voormalige goederenkoer

## Spoorindeling
| spoor | spoorlijn | richting                 | type spoor                                                                        |
| ----- | --------- | ------------------------ | --------------------------------------------------------------------------------- |
| 1     | L 69      | Richting Ieper, Kortrijk | Kopspoor met stootblok                                                            |
| 2     | L 69      | Richting Ieper, Kortrijk | Kopspoor met stootblok                                                            |
| 3     | L 69      | Richting Ieper, Kortrijk | Spoor met aansluiting naar uitwijkspoor met rangeermogelijkheid naar opstelsporen |

## Treindienst
| Serie       | Treinsoort          | Route | Bijzonderheden                                                              |
| ----------- | ------------------- | --- | --------------------------------------------------------------------------- |
| IC 04       | Intercity (NMBS)    | Antwerpen-Centraal – Gent-Sint-Pieters – Kortrijk – Poperinge                                                               |                                                                             |
| P 7000/8000 | Piekuurtrein (NMBS) | [ Oostende – Brugge – ] / [ De Panne – ] / [ Poperinge – Ieper – Kortrijk – ] Gent-Sint-Pieters – Brussel-Zuid – Schaarbeek | Twee treinen per dag per richting. Een trein op zondagavond vanaf De Panne. |
| P 7080/8080 | Piekuurtrein (NMBS) | Poperinge – Ieper – Kortrijk                                                                                                | Rijdt alleen op werkdagen.                                                  |
| P 8890      | Piekuurtrein (NMBS) | Poperinge – Ieper – Kortrijk – Gent-Sint-Pieters – Mechelen – Leuven – Sint-Joris-Weert                                     | Een trein op zondagavond.                                                   |

## Reizigerstellingen
De grafiek en tabel geven het gemiddeld aantal instappende reizigers weer op een week-, zater- en zondag.
| Tabel: aantal instappende reizigers station Poperinge | Tabel: aantal instappende reizigers station Poperinge | Tabel: aantal instappende reizigers station Poperinge | Tabel: aantal instappende reizigers station Poperinge |
|                                                       | Weekdag                                               | Zaterdag                                              | Zondag                                                |
| ----------------------------------------------------- | ----------------------------------------------------- | ----------------------------------------------------- | ----------------------------------------------------- |
| 1977                                                  | 156                                                   | -                                                     | -                                                     |
| 1978                                                  | 162                                                   | -                                                     | -                                                     |
| 1979                                                  | 227                                                   | -                                                     | -                                                     |
| 1980                                                  | 214                                                   | -                                                     | -                                                     |
| 1981                                                  | 255                                                   | -                                                     | -                                                     |
| 1982                                                  | 306                                                   | -                                                     | -                                                     |
| 1983                                                  | 326                                                   | -                                                     | -                                                     |
| 1984                                                  | 407                                                   | 312                                                   | 344                                                   |
| 1985                                                  | 465                                                   | 299                                                   | 320                                                   |
| 1986                                                  | 365                                                   | 156                                                   | 218                                                   |
| 1987                                                  | 412                                                   | 190                                                   | 359                                                   |
| 1988                                                  | 428                                                   | 197                                                   | 462                                                   |
| 1989                                                  | 498                                                   | 205                                                   | 317                                                   |
| 1990                                                  | 431                                                   | 289                                                   | 368                                                   |
| 1991                                                  | 506                                                   | 255                                                   | 435                                                   |
| 1992                                                  | 422                                                   | 215                                                   | 394                                                   |
| 1993                                                  | 481                                                   | 192                                                   | 365                                                   |
| 1994                                                  | 452                                                   | 228                                                   | 456                                                   |
| 1995                                                  | 404                                                   | 187                                                   | 474                                                   |
| 1996                                                  | 470                                                   | 311                                                   | 433                                                   |
| 1997                                                  | 486                                                   | 193                                                   | 382                                                   |
| 1998                                                  | 530                                                   | 160                                                   | 477                                                   |
| 1999                                                  | 372                                                   | 152                                                   | 278                                                   |
| 2000                                                  | 396                                                   | 209                                                   | 480                                                   |
| 2001                                                  | 401                                                   | 122                                                   | 308                                                   |
| 2002                                                  | 366                                                   | 160                                                   | 466                                                   |
| 2003                                                  | 453                                                   | 223                                                   | 424                                                   |
| 2004                                                  | 384                                                   | 164                                                   | 416                                                   |
| 2005                                                  | 467                                                   | 270                                                   | 664                                                   |
| 2006                                                  | 427                                                   | 172                                                   | 366                                                   |
| 2007                                                  | 428                                                   | 204                                                   | 507                                                   |
| 2008                                                  | -                                                     | -                                                     | -                                                     |
| 2009                                                  | 522                                                   | 190                                                   | 419                                                   |
| 2010                                                  | -                                                     | -                                                     | -                                                     |
| 2011                                                  | -                                                     | -                                                     | -                                                     |
| 2012                                                  | 541                                                   | 233                                                   | 504                                                   |
| 2013                                                  | 495                                                   | 240                                                   | 427                                                   |
| 2014                                                  | 539                                                   | 266                                                   | 547                                                   |
| 2015                                                  | 741                                                   | 389                                                   | 552                                                   |
| 2016                                                  | 504                                                   | 393                                                   | 587                                                   |
| 2017                                                  | 516                                                   | 247                                                   | 410                                                   |
| 2018                                                  | 542                                                   | 299                                                   | 625                                                   |
| 2019                                                  | 564                                                   | 309                                                   | 593                                                   |
| 2020                                                  | 450                                                   | 196                                                   | 321                                                   |
| 2021                                                  | -                                                     | -                                                     | -                                                     |
| 2022                                                  | 712                                                   | 359                                                   | 655                                                   |
| 2023                                                  | 768                                                   | 503                                                   | 615                                                   |
| 2024                                                  | 599                                                   | 232                                                   | 278                                                   |

Het jaartal 2020 was opvallend minder, vooral tijdens het weekend, door de COVID-19 pandemie, waardoor het toerisme daalde en meer thuiswerk werd aanbevolen.
0: Kortrijk ·
0,3: Kortrijk-West ·
1,6: Bissegem ·
5,1: Wevelgem ·
10,4: Menen ·
12,2: Menen-Koekoek ·
15,6: Wervik ·
17,5: Comines-Hospice ·
19,2: Komen ·
22,8: Houthem ·
24,6: Hollebeke ·
28,5: Zillebeke ·
31,9: Ieper ·
35,7: Vlamertinge ·
38,2: Brandhoek ·
42,0: Poperinge ·
48,0: Abele
0,0: Adinkerke ·
7,9: Houtem-Wulveringem ·
10,6: Leisele-Isenberge ·
15,6: Beveren-Stavele ·
20,4: Roesbrugge ·
22,1: Proven ·
34,0: Poperinge